# Engertalm
Die Engertalm ist eine Alm in der Gemarkung Forst Hintersee in Ramsau bei Berchtesgaden.
Der Kaser der Engertalm steht unter Denkmalschutz und ist unter der Nummer D-1-72-129-64 in die Bayerische Denkmalliste eingetragen.

## Baubeschreibung
Beim Kaser der Engertalm handelt es sich um einen eingeschossigen, überkämmten Blockbau auf einem Bruchsteinsockel mit Flachsatteldach und Legschindeldeckung. Die Firstpfette ist bezeichnet mit dem Jahr 1801.

## Lage
Die Engertalm liegt an der Hirschbichlstraße in der Nähe an der Einmündung des Sulzbaches in den Hirchbichlklausgraben auf einer Höhe von 965 m ü. NHN.